# آرون اچ. کرگین
آرون اچ. کرگین (به انگلیسی: Aaron H. Cragin) سناتور سابق عضو حزب جمهوری‌خواه ایالات متحده آمریکا بود. وی در سال ۱۸۶۵ تا ۱۸۷۷ میلادی سناتور ایالت نیوهمپشایر در سنای ایالات متحده آمریکا بود.